# Миска (село)
Миска (рум. Mâsca) — село у повіті Арад в Румунії. Входить до складу комуни Ширія.
Село розташоване на відстані 402 км на північний захід від Бухареста, 30 км на північний схід від Арада, 68 км на північний схід від Тімішоари.

## Населення
За даними перепису населення 2002 року у селі проживали 959 осіб.
Національний склад населення села:
| Національність | Кількість осіб | Відсоток |
| -------------- | -------------- | -------- |
| румуни         | 942            | 98,2%    |
| угорці         | 7              | 0,7%     |
| українці       | 5              | 0,5%     |

Рідною мовою назвали:
| Мова       | Кількість осіб | Відсоток |
| ---------- | -------------- | -------- |
| румунська  | 949            | 99,0%    |
| українська | 5              | 0,5%     |